# Mehmet Bogujevci
Mehmet Bogujevci (ur. 3 maja 1951 w Bresju) – jugosłowiański i kosowski bokser wagi lekkopółśredniej i półśredniej, uczestnik Letnich Igrzysk Olimpijskich 1980.

## Życiorys i kariera
W 1966 roku rozpoczął karierę bokserską w Spartaku Suboticy, gdzie był trenowany przez Stefana Engelbrechta. W latach 1970–1983 trenował w klubie KBx Prishtina.
W 1968 roku zdobył tytuł mistrza Jugosławii juniorów w kategorii wagowej do 48 kg, powtarzając ten sukces rok później w kategorii wagowej do 51 kg.
W latach 1970–1976 Bogujevci czterokrotnie zdobył tytuł wicemistrza Jugosławii seniorów, jednak tytuł mistrza zdobył w roku 1977. W tymże wziął również udział w mistrzostwach Europy w boksie, które odbyły się w Halle; w ćwierćfinale Bogujevci pokonał na punkty Walijczyka Charliego Browna, jednak w półfinale przegrał na punkty ze wschodnioniemieckim zawodnikiem Ulrichem Beyerem; ostatecznie Bogujevci zdobył brązowy medal.
W 1978 roku w eliminacjach do odbywających się w Belgradzie mistrzostw świata w boksie pokonał na punkty rumuńskiego zawodnika Simiona Cuțova, w ćwierćfinale pokonał na punkty Polaka Bogdana Gajdę, w półfinale Jugosłowianin wygrał na punkty z zawodnikiem z NRD Karlem-Heinzem Krügerem, natomiast przegrał na punkty finałową walkę z radzieckim zawodnikiem Walerijem Lwowem.
W roku 1979 Bogujevci otrzymał złoty medal za wygraną na punkty finałową walkę z Egipcjaninem Alim Abdelazizem Ismailem w ramach igrzysk śródziemnomorskich w Splicie.
W 1980 roku wziął udział w letnich igrzyskach olimpijskich w Moskwie; po wygranej na punkty walce z Libańczykiem Mohamedem Al Moukdadem oraz znokautowaniu Seszelczyka Michaela Pillaya Bogujevci przegrał walkę z Ugandyjczykiem Johnem Mugabim, ostatecznie zajmując 5. miejsce.
Po zakończeniu kariery bokserskiej pełnił funkcję sekretarza generalnego Federacji Bokserskiej Kosowa od 1999 do lipca 2021 roku.
Ma brata Shefkiego, który również był bokserem.

## Odznaczenia i wyróżnienia
W latach 1977–1979 dziennik „Rilindja” trzykrotnie nadał Mehmetowi Bogujevciemu tytuł Sportowca Roku w Kosowie.
4 grudnia 2014 roku Mehmet Bogujevci został odznaczony przez prezydent Kosowa Atifete Jahjagę Medalem Zasługi.